# Eccellenza 2013-2014 (rugby a 15)
L'Eccellenza 2013-14 fu l'84º campionato nazionale italiano di rugby a 15 di prima divisione.
Si tenne dal 21 settembre 2013 al 31 maggio 2014 tra 11 squadre, una in meno del preventivato a causa della mancata iscrizione dei Crociati al campionato.
Fu deciso quindi in sede federale di procedere a 2 retrocessioni con una sola promozione dalla serie A1 in modo da portare a 10 il numero di squadre per la stagione successiva.
La vittoria finale arrise, per la quarta volta, al Calvisano che nella finale disputata sul proprio terreno batté Rovigo per 26-17.
Come da regolamento, le due squadre prime classificate durante la stagione ebbero il vantaggio della semifinale di ritorno sul proprio campo rispettivamente contro la quarta e la terza; Calvisano da vincitore della stagione regolare, come finalista ebbe il diritto di ospitare la gara per il titolo.
A retrocedere, in anticipo sulla fine del campionato, furono Reggio Emilia e i romani della Capitolina.

## Squadre partecipanti
| Club          | Sponsor                                     | Città             | Impianto interno                          |
| ------------- | ------------------------------------------- | ----------------- | ----------------------------------------- |
| Calvisano     | Cammi (edilizia)                            | Calvisano         | Stadio San Michele                        |
| Capitolina    | Roma Gas & Power (distribuzione energetica) | Roma              | Campo dell'Unione                         |
| I Cavalieri   | Estra (servizi)                             | Prato             | Stadio Enrico Chersoni                    |
| Fiamme Oro    |                                             | Roma              | CS Polizia di Stato, caserma S. Gelsomini |
| S.S. Lazio    | IMA (automazione industriale)               | Roma              | CS Giulio Onesti                          |
| Mogliano      | Marchiol (materiale elettrico)              | Mogliano Veneto   | Stadio Maurizio Quaggia                   |
| Petrarca      |                                             | Padova            | CS Memo Geremia e Stadio Plebiscito       |
| Reggio Emilia |                                             | Reggio Emilia     | CS Crocetta Canalina                      |
| Rovigo        | Vea (cosmesi) e Femi-CZ (portacavi)         | Rovigo            | Stadio Mario Battaglini                   |
| San Donà      | M-Three (telecomunicazioni)                 | San Donà di Piave | Stadio Romolo Pacifici                    |
| Viadana       |                                             | Viadana           | Stadio Luigi Zaffanella                   |

## Stagione regolare

### Risultati
| 21-9-2013       | 1ª/12ª giornata          | 15/16-2-2014 |
| --------------- | ------------------------ | ------------ |
| 36-0            | Calvisano — San Donà     | 35-3         |
| 22-11           | I Cavalieri — Petrarca   | 10-23        |
| 50-6            | Mogliano — Capitolina    | 43-3         |
| 19-41           | Reggio Emilia — Viadana  | 0-24         |
| 47-9            | Rovigo — Fiamme Oro      | 33-18        |
| Rip.            | Lazio                    |              |
|                 |                          |              |
| 26-10-2013      | 4ª/15ª giornata          | 16-3-2014    |
| 28-28           | Calvisano — Rovigo       | 18-6         |
| 3-38            | Capitolina — I Cavalieri | 15-71        |
| 21-17           | Fiamme Oro — Lazio       | 33-17        |
| 29-3            | San Donà — Reggio Emilia | 10-15        |
| 22-5            | Petrarca — Viadana       | 20-10        |
| Rip.            | Mogliano                 |              |
|                 |                          |              |
| 30-11/1-12-2013 | 7ª/18ª giornata          | 5/6-4-2014   |
| 16-19           | I Cavalieri — Calvisano  | 7-52         |
| 12-15           | Lazio — Mogliano         | 20-37        |
| 27-21           | Petrarca — Capitolina    | 71-0         |
| 13-26           | Reggio Emilia — Rovigo   | 27-31        |
| 32-21           | Viadana — Fiamme Oro     | 31-24        |
| Rip.            | San Donà                 |              |
|                 |                          |              |
| 25-1-2014       | 10ª/21ª giornata         | 3-5-2014     |
| 24-13           | Calvisano — Fiamme Oro   | 37-30        |
| 22-14           | I Cavalieri — Viadana    | 14-44        |
| 38-10           | Lazio — Reggio Emilia    | 14-20        |
| 28-13           | Mogliano — San Donà      | 43-6         |
| 39-0            | Rovigo — Petrarca        | 14-17        |
| Rip.            | Capitolina               |              |

| 28-9-2013  | 2ª/13ª giornata             | 1/2-3-2014   |
| ---------- | --------------------------- | ------------ |
| 26-10      | Capitolina — Reggio Emilia  | 3-31         |
| 17-34      | Fiamme Oro — Mogliano       | 3-8          |
| 31-15      | San Donà — I Cavalieri      | 3-12         |
| 16-9       | Petrarca — Lazio            | 28-16        |
| 14-19      | Viadana — Rovigo            | 20-26        |
| Rip.       | Calvisano                   |              |
|            |                             |              |
| 2-11-2013  | 5ª/16ª giornata             | 22/23-3-2014 |
| 23-25      | San Donà — Petrarca         | 8-19         |
| 13-38      | Lazio — Calvisano           | 24-44        |
| 22-25      | Reggio Emilia — Fiamme Oro  | 9-13         |
| 26-5       | Rovigo — Mogliano           | 24-17        |
| 57-0       | Viadana — Capitolina        | 33-7         |
| Rip.       | I Cavalieri                 |              |
|            |                             |              |
| 21-12-2013 | 8ª/19ª giornata             | 12/13-4-2014 |
| 61-0       | Calvisano — Capitolina      | 61-12        |
| 33-25      | Fiamme Oro — San Donà       | 14-19        |
| 3-28       | Lazio — Viadana             | 30-26        |
| 15-10      | Mogliano — Petrarca         | 24-23        |
| 40-17      | Rovigo — I Cavalieri        | 23-19        |
| Rip.       | Reggio Emilia               |              |
|            |                             |              |
| 2-2-2014   | 11ª/22ª giornata            | 10-5-2014    |
| 5-40       | Capitolina — Rovigo         | 0-76         |
| 16-6       | San Donà — Lazio            | 17-34        |
| 19-29      | Petrarca — Calvisano        | 17-25        |
| 10-28      | Reggio Emilia — I Cavalieri | 24-50        |
| 13-13      | Viadana — Mogliano          | 19-12        |
| Rip.       | Fiamme Oro                  |              |

| 5-10-2013  | 3ª/14ª giornata           | 9-3-2014     |
| ---------- | ------------------------- | ------------ |
| 21-3       | I Cavalieri — Fiamme Oro  | 16-27        |
| 20-3       | Lazio — Capitolina        | 28-7         |
| 15-13      | Mogliano — Calvisano      | 3-37         |
| 9-39       | Reggio Emilia — Petrarca  | 13-45        |
| 33-15      | Viadana — San Donà        | 23-22        |
| Rip.       | Rovigo                    |              |
|            |                           |              |
| 9-11-2013  | 6ª/17ª giornata           | 29/30-3-2014 |
| 47-13      | Calvisano — Reggio Emilia | 45-0         |
| 11-31      | Capitolina — San Donà     | 10-71        |
| 28-15      | Fiamme Oro — Petrarca     | 15-34        |
| 19-27      | Mogliano — I Cavalieri    | 10-16        |
| 45-22      | Rovigo — Lazio            | 62-26        |
| Rip.       | Viadana                   |              |
|            |                           |              |
| 5/6-1-2014 | 9ª/20ª giornata           | 26/27-4-2014 |
| 6-43       | Capitolina — Fiamme Oro   | 15-45        |
| 27-15      | I Cavalieri — Lazio       | 17-34        |
| 0-33       | San Donà — Rovigo         | 3-27         |
| 6-19       | Reggio Emilia — Mogliano  | 10-59        |
| 16-22      | Viadana — Calvisano       | 26-32        |
| Rip.       | Petrarca                  |              |

### Classifica
| Pos | Squadra       | G  | V  | N | P  | PF  | PS  | DP   | BMP | Pt |
| --- | ------------- | -- | -- | - | -- | --- | --- | ---- | --- | -- |
| 1   | Calvisano     | 20 | 18 | 1 | 1  | 703 | 261 | +442 | 14  | 88 |
| 2   | Rovigo        | 20 | 17 | 1 | 2  | 665 | 278 | +387 | 13  | 83 |
| 3   | Mogliano      | 20 | 13 | 1 | 6  | 469 | 304 | +165 | 9   | 63 |
| 4   | Viadana       | 20 | 11 | 1 | 8  | 509 | 343 | +166 | 15  | 61 |
| 5   | Petrarca      | 20 | 13 | 0 | 7  | 481 | 335 | +146 | 8   | 60 |
| 6   | I Cavalieri   | 20 | 11 | 0 | 9  | 465 | 420 | +45  | 7   | 51 |
| 7   | Fiamme Oro    | 20 | 9  | 0 | 11 | 435 | 462 | −27  | 7   | 43 |
| 8   | S.S. Lazio    | 20 | 6  | 0 | 14 | 398 | 510 | −112 | 9   | 33 |
| 9   | San Donà      | 20 | 6  | 0 | 14 | 345 | 455 | −110 | 7   | 31 |
| 10  | Reggio Emilia | 20 | 3  | 0 | 17 | 264 | 612 | −348 | 4   | 16 |
| 11  | Capitolina    | 20 | 1  | 0 | 19 | 153 | 907 | −754 | 1   | 5  |

## Play-off
|  | Semifinali | Semifinali | Semifinali | Semifinali | Semifinali |  |  | Finale    | Finale    | Finale |  |
|  |            |            |            |            |            |  |  |           |           |        |  |
|  | 4          | Viadana    | 19         | 14         | 33         |  |  |           |           |        |  |
|  | 1          | Calvisano  | 30         | 65         | 95         |  |  | Calvisano | Calvisano | 26     |  |
|  | 3          | Mogliano   | 19         | 30         | 49         |  |  | Rovigo    | Rovigo    | 17     |  |
|  | 2          | Rovigo     | 22         | 31         | 53         |  |  |           |           |        |  |

### Semifinali
| Arbitro: | Claudio Blessano (Treviso) |

|                                   |      |                                    |
| Bigi 14’ Pascu 73’ Bronzini 80+7’ | mt   | 33’ Steyn 35’ Bergamo 43’ Zdrilich |
| Gennari 73’, 80+7’                | tr   | 33’, 35’, 43’ Haimona              |
|                                   | c.p. | 4’ Haimona 80’, 80+3’ M. Violi     |

| Arbitro: | Matteo Liperini (Livorno) |

|                                |      |                                |
| Galon 18’ E. Candiago 78’      | mt   | 67’ Rodríguez                  |
|                                | tr   | 67’ Basson                     |
| Padovani 36’, 50’ Cornwell 70’ | c.p. | 15’, 21’, 28’, 40’, 54’ Basson |

| Arbitro: | Giuseppe Vivarini (Padova) |

| |      |                           |
| tecnica 3’, 30’ de Jager 17’ Zdrilich 20’ Haimona 40+1’ Belardo 42’ Panico 56’ Canavosio 64’ Hehea 80+5’ | mt   | 36’ Sintich 45’ Robertson |
| Haimona 3’ Griffen 17’, 20’, 40+1’, 42’ M. Violi 64’                                                     | tr   | 36’, 45’ Gennari          |
| Griffen 14’, 26’, 30’                                                                                    | c.p. |                           |

| Arbitro: | Alan Falzone (Padova) |

|                               |      |                                   |
| De Marchi 4’, 24’ tecnica 51’ | mt   | 2’ Onori 10’ Padovani 28’ Barbini |
| Basson 24’, 51’               | tr   | 2’, 10’, 28’ Fadalti              |
| Basson 9’, 19’, 45’, 69’      | c.p. | 40’, 56’, 62’ Fadalti             |

### Finale
| Arbitro: | Carlo Damasco (Napoli) |

| |              | |
| tecnica 50’, 76’ | mt           | 4’ Ragusi 7’ McCann |
| Haimona 50’, 76’ | tr           | 4’, 7’ Bergamasco |
| Haimona 14’, 19’, 44’ Griffen 78’ | c.p.         | 11’ Basson |
| · 65’ de Jager · 49’ Canavosio · Vilk · Castello · Visentin · Haimona · Griffen (c) · Lovotti · Ferraro · 60’ 32’-42’ Costanzo · Cavalieri · 65’ Hehea · Belardo · Zdrilich · Steyn | Formazioni   | · Basson 56’ · Ragusi 52’-62’ · Bergamasco · McCann · Ngawini 41’ · Rodríguez · M. Frati · Quaglio 32’-42’ 7’ · Mahoney (c) · Roan 53’ · Ferro 58’ · Montauriol · Ruffolo · E. Lubian 45’-55’ · De Marchi |
| · 60’ Romano · 65’ Beccaris · 49’ Bergamo · 65’ M. Violi | Sostituzioni | · Gatto 79’ · Pozzi 53’ · Boggiani 58’ · Bortolussi 41’ 47’ · Borsi 47’ · Menon 56’ |
| Gianluca Guidi | Allenatori   | Filippo Frati |

## Verdetti
- Calvisano: campione d'Italia;
- Calvisano e Rovigo: qualificate all'European Challenge Cup Qualifying Competition 2014-15;
- Calvisano, Rovigo, Mogliano e Viadana: qualificate all'European Challenge Cup Qualifying Competition 2015;
- Capitolina e Reggio Emilia: retrocesse in serie A.